# Mark Jones (roteirista)
Mark Jones (Los Angeles, Califórnia 17 de janeiro de 1953) é um roteirista, cineasta, diretor de televisão, produtor de cinema e produtor de televisão. É notável por seu trabalho sobre a franquia de terror de Leprechaun e por várias séries de televisão como The a-Team e The Highwayman. Jones também escreveu e dirigiu o filme Triloquist, de 2007.